# Doyenné de Péaule
Le doyenné de Péaule (ou vieux doyenné) est un ancien presbytère de la commune de Péaule, dans le Morbihan.

## Localisation
Le bâtiment est situé au lieu-dit Le Vieux-Doyenné, à environ 800 m à vol d'oiseau à l'est de l'église Saint-Gaudence.

## Histoire
Le bâtiment est daté du milieu du XVe siècle,. Il subit de nombreux travaux au siècle suivant, en 1534,, à l'initiative de Jean Danielo, archidiacre de Vannes : agrandissement des fenêtres, ajout d'une cheminée, modification de l'escalier, adjonction d'un porche et d'une tourelle. Le colombier est construit à la fin du XVIe ou au début du XVIIe siècle.
Le bâtiment est utilisé comme presbytère jusqu'en 1912.
La cheminée datée de 1534 est inscrite au titre des monuments historiques par arrêté du 25 septembre 1928. Les façades et toitures de l'ensemble des bâtiments, ainsi que le porche septentrional et le colombier sont inscrits au titre des monuments historiques par arrêté du 27 septembre 1965.

## Architecture
Le bâtiment se présente essentiellement comme un corps de logis central, de style Renaissance italienne. Une tourelle d'escalier occupe une tour à l'angle nord-est. Les façades du logis sont flanquées de quatre petites tourelles.
Une enceinte quadrangulaire, dont subsistent plusieurs murs, le porche d'entrée septentrional et une tour en ruine, protégeait les curés de Péaule. Quatre bâtiments, dont une ferme et une étable, délimitent une vaste cour.

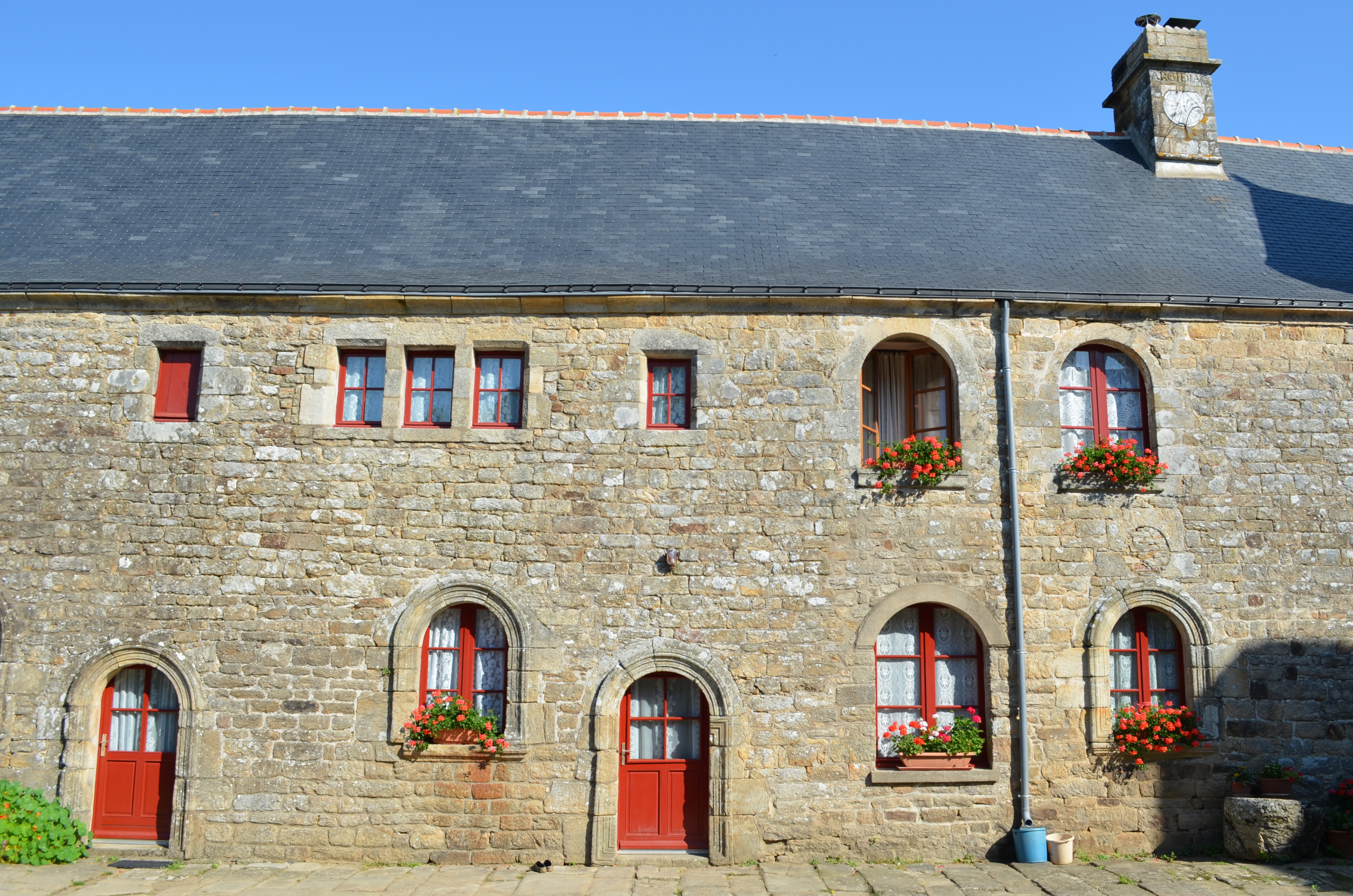
Façade du logis.
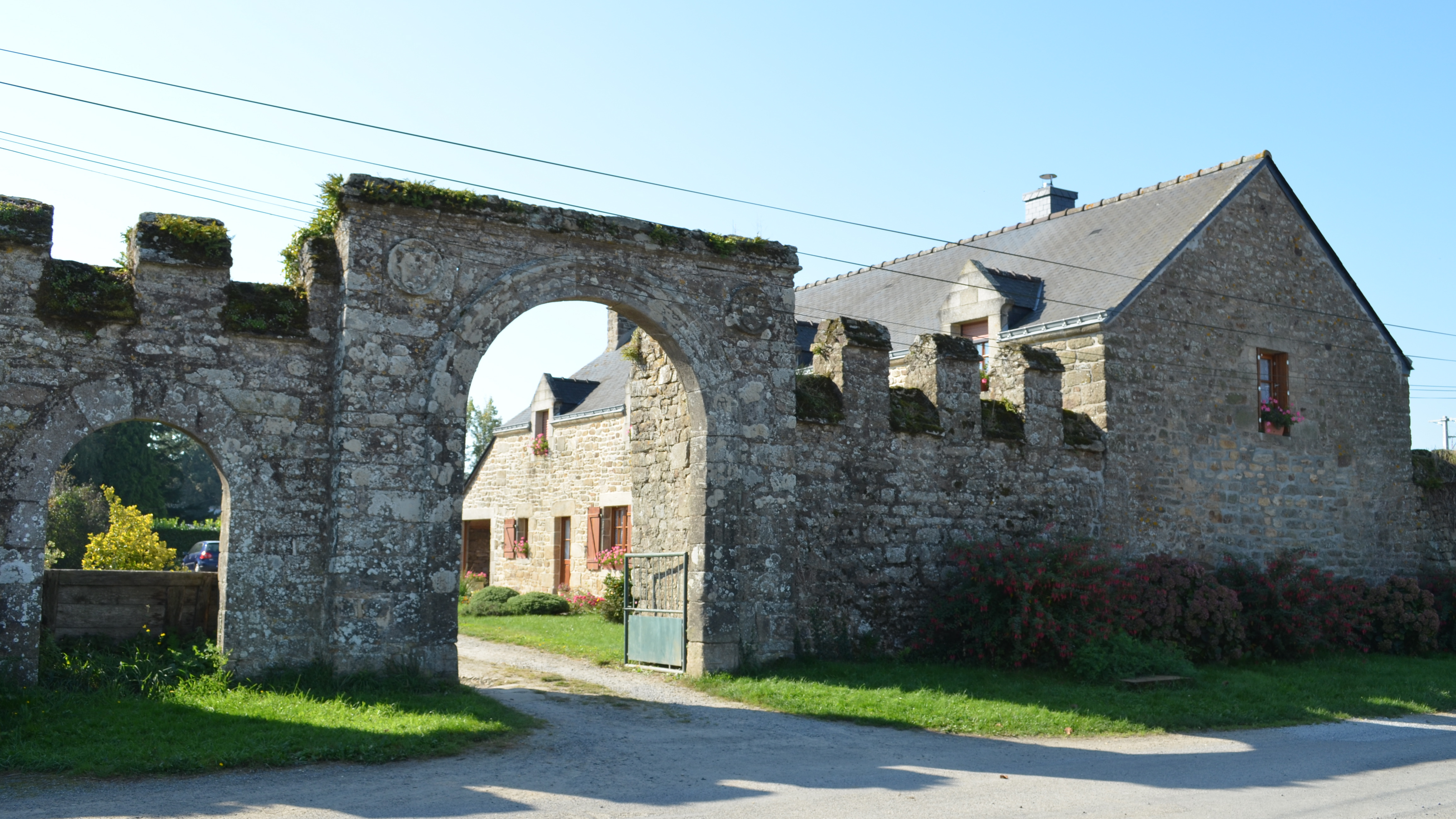
Porche d'entrée.
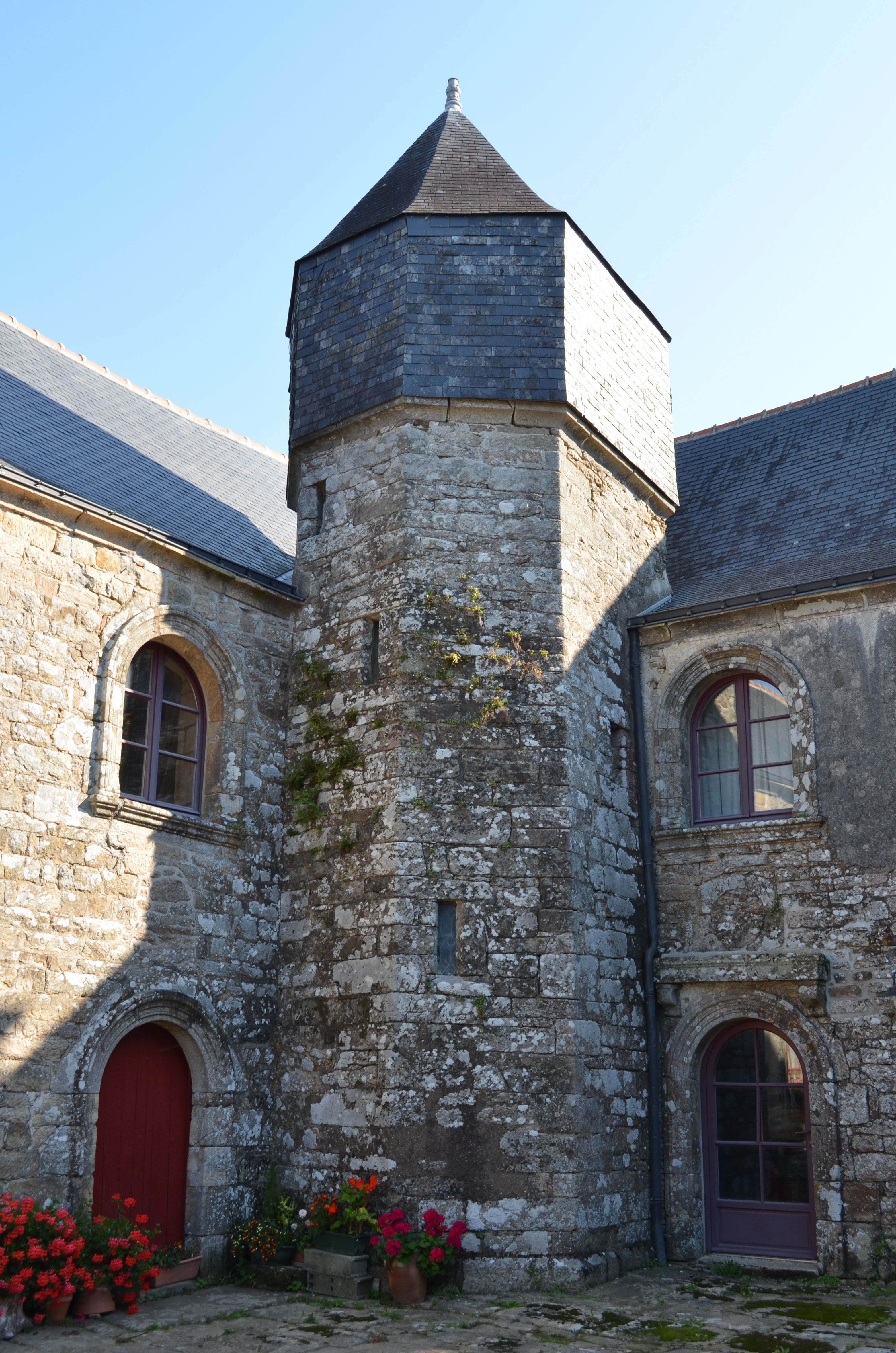
Tourelle d'escalier.
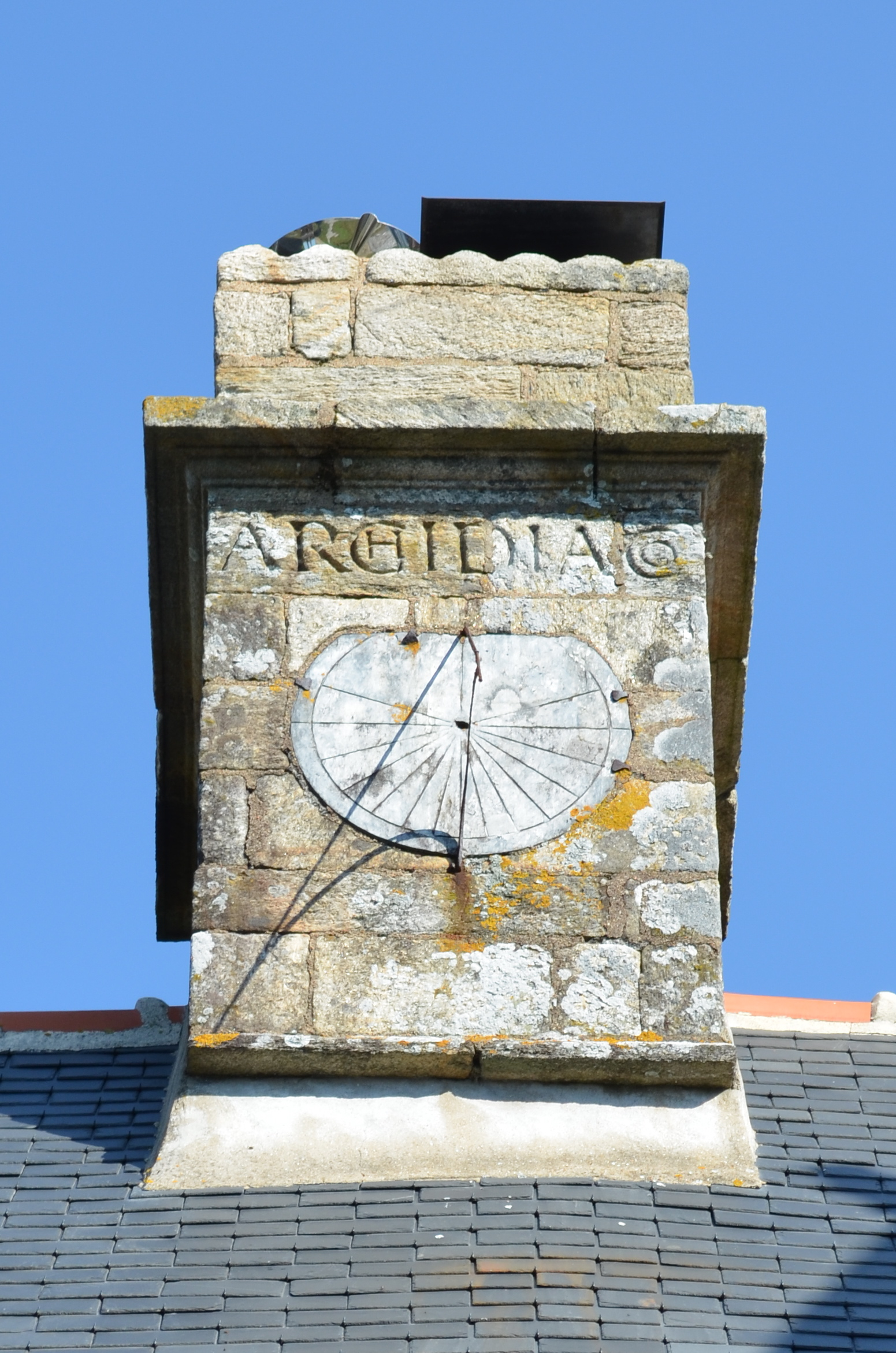
Cheminée de 1534.